# Брезовиця-при-Чрмошніцах
Брезовиця-при-Чрмошніцах (словен. Brezovica pri Črmošnjicah) — поселення в общині Семич, регіон Південно-Східна Словенія, Словенія.